# بامفورد
بامفورد (به انگلیسی: Bamford) یک روستا و محله مدنی در بریتانیا است که در های پیک واقع شده‌است. بامفورد ۱٬۱۸۴ نفر جمعیت دارد.